# Organizm macierzysty
Organizm macierzysty – organizm, którego podział prowadzi do powstania organizmów potomych o identycznym materiale genetycznym jak on. Organizmem takim może być komórka, i wtedy mamy do czynienia z podziałem komórkowym o nazwie monotomia,  lub organizm wielokomórkowy, a wówczas mamy do czynienia z monotomią somatyczną, występująca u niektórych gąbek, stułbiopławów, koralowców i niektórych larw tasiemców i u rozgwiazd. Z rzadka spotyka się ten podział u wieloszczetów i skąposzczetów.
Zobacz też: Rozmnażanie